# Каванісі (Хьоґо)
Каваніші (яп. 川西市) — місто в Японії, у префектурі Хьоґо. Станом на 30 вересня 2022 року населення міста становило 155 165 осіб, а щільність населення становила 2900 осіб на км². Загальна площа міста становить 53,44 км² (20,63 квадратних миль).

## Географія
Розташування
Місто Каванісі розташоване на острові Хонсю, у регіоні Кінкі, на сході префектури Ойта. Межує з містами Ітамі, Такарадзука, Ікеда, Міно та повітами Інагава, Тойоно, Носе.

### Клімат
Каванісі має вологий субтропічний клімат (Köppen Cfa), який характеризується теплим літом і прохолодною зимою з невеликим снігопадом. Середньорічна температура в Каваніші становить 14,0 °C. Середня річна кількість опадів становить 14759 мм, при цьому вересень є найбільш вологим місяцем. Середня температура найвища в січні, близько 25,8 °C, а найнижча в січні, близько 2,6 °C.

## Населення
Станом на 1 березня 2017 року населення Каванісі становить 155 500 особи. Густота населення 2909,8 ос./км². Нижче приведена діаграма зміни чисельності населення міста за даними переписів Японії.

## Історія
Територія Каванісі була частиною стародавнього округу Кавабе провінції Сетцу і була заселена з давніх часів, у межах міста знайдено сліди поселення періоду Яйої, багато курганів кофун. З періоду Хейан Тада-ін був священним місцем для клану Сейва Ґендзі після того, як Мінамото но Міцунака, онук імператора Сейви, пішов сюди. З XI століття почав працювати срібний рудник Тада, який видобував срібло і мідь. Він досяг піку виробництва в 17 столітті, тому ця територія була територією тенріо під прямим управлінням сьогунату Токугава в період Едо. Село Каванісі було засноване 1 квітня 1889 року зі створенням сучасної системи муніципалітетів. 1 жовтня 1925 року йому було присвоєно статус міста. 1 серпня 1954 року воно об’єдналося з селами Хігашітані (東谷村) і Тада (多田村), щоб стати містом Каванісі.

## Уряд
Каваніші має форму правління — рада мера з мером, який обирається прямим голосуванням, і однопалатною міською радою з 26 членів. Каванісі вносить трьох членів до Асамблеї префектури Хьоґо. З точки зору національної політики, місто поділено між районом Хьоґо та 6-м округом Хього нижньої палати парламенту Японії.

## Економіка
У 1884 році компанія Mitsubishi заснувала перший в Японії водний завод у Каванісі, який пізніше став сидром Mitsuya. Наразі Каванісі є приміським містом для робітників у Кобе та Осаці, з Осаки до Каванісі курсують експреси, щоб прийняти цих мандрівників. Хоча в основному це передмістя, Каванісі має значний сільськогосподарський сектор, особливо в північних частинах міста. Основні культури включають персики, каштани, інжир і деревне вугілля.

## Освіта
Каванісі має 16 державних початкових шкіл і вісім державних середніх шкіл, якими керує міський уряд, а також чотири державні середні школи, якими керує Рада освіти префектури Хьоґо. Крім того, в місті діє спеціальна школа для інвалідів. У місті розташований Toyo College of Food Technology, молодший коледж

## Символіка
Символами міста є сакура та тирлич шорстка.

## Міста-побратими
- Каторі, префектура Тіба, Японія
- Боулінг Грін, Кентуккі, США

## Галерея

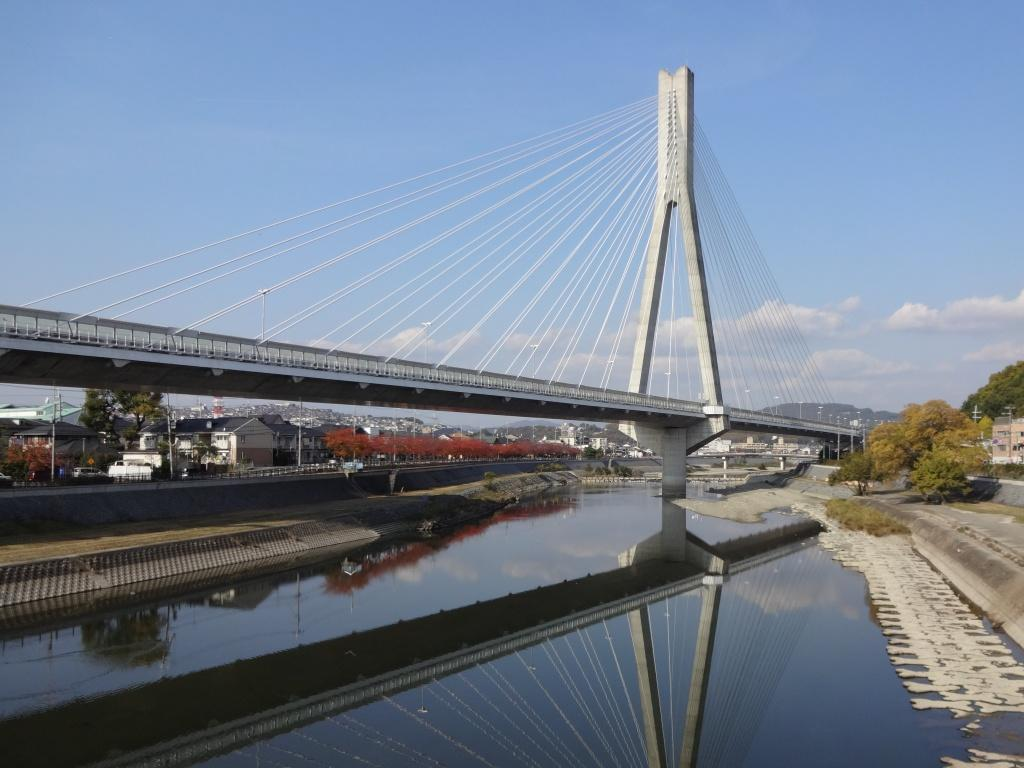
Міст Сін-Інаґава (Каванісі — Ікеда)
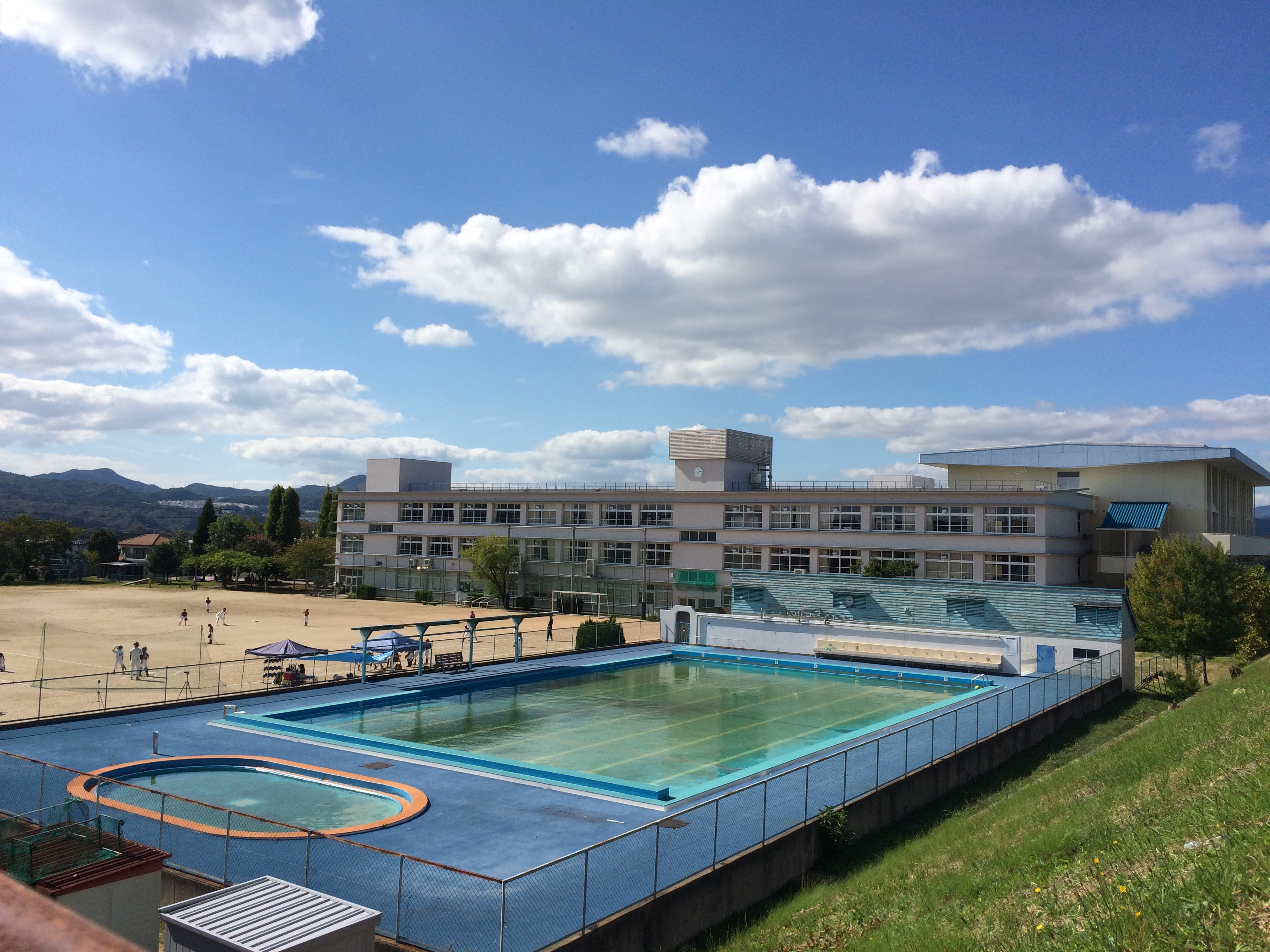
Муніципальна початкова школа Йомей
Статуя Міямото МіцунакаСтатуя Міямото Міцунака
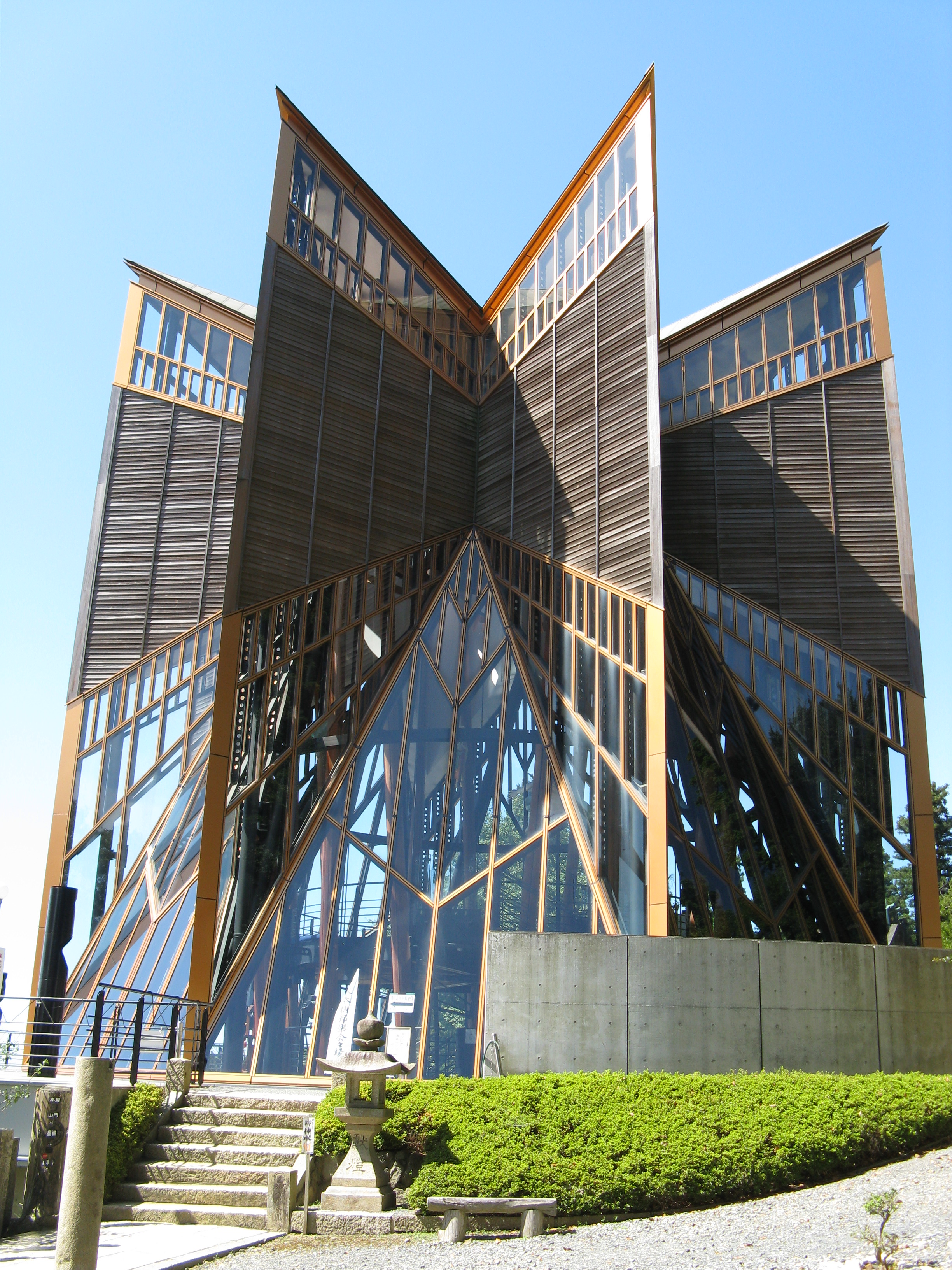
Храм Носа Міюнь-сан
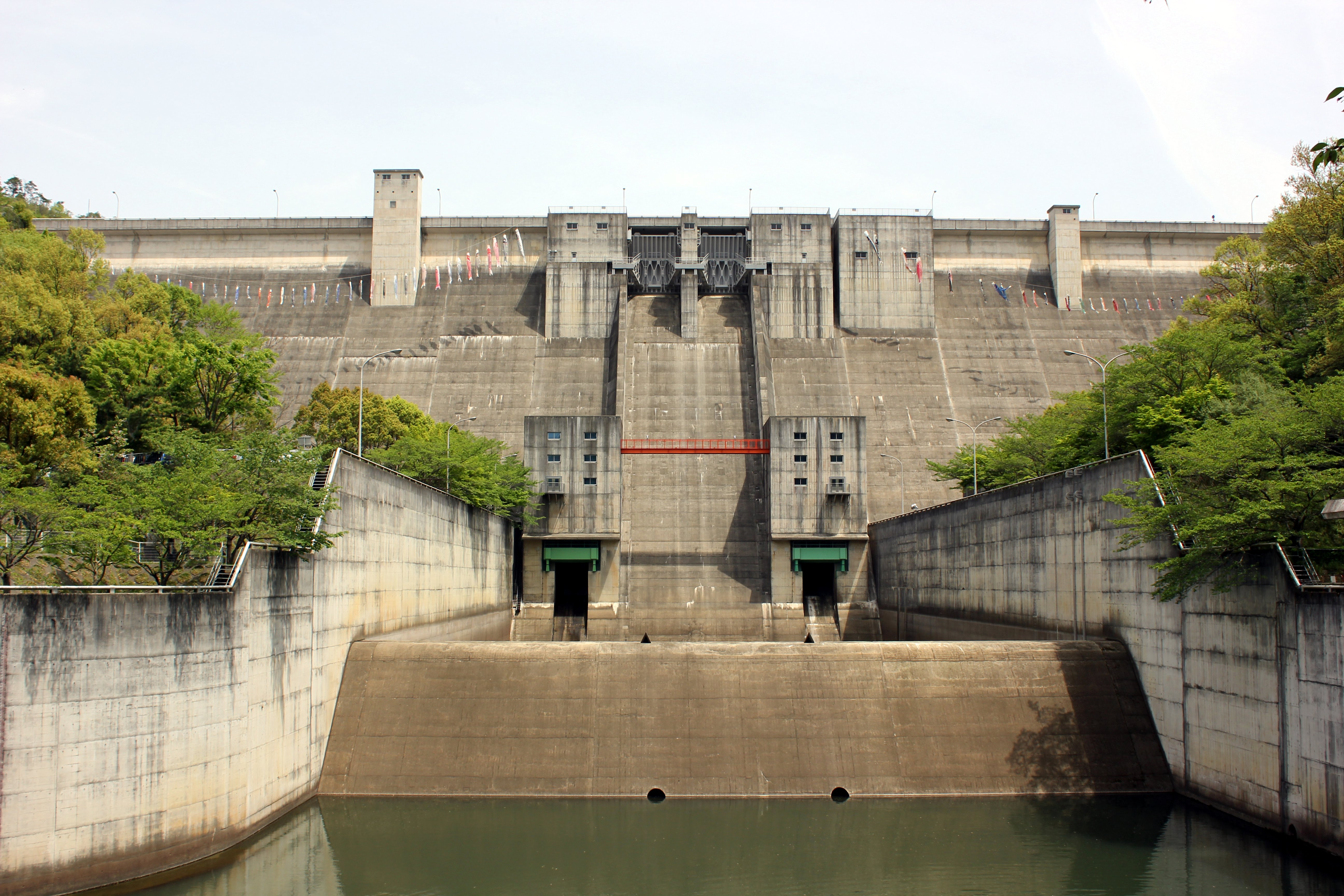
Дамба Хітокура